# Amphilophus robertsoni
Amphilophus robertsoni är en fiskart som först beskrevs av Regan, 1905.  Amphilophus robertsoni ingår i släktet Amphilophus och familjen Cichlidae. Inga underarter finns listade i Catalogue of Life.